# ヘンリーバンティオ
ヘンリーバンティオ（ビルマ語: ဟင်နရီဗန်ထီးယူ、ラテン文字転写: Henry Van Thio、1958年8月9日 - ）は、ミャンマーの政治家。同国の第二副大統領を務めた。

## 概要
少数民族 のチン族出身でキリスト教徒。ユナイテッド・ペンテコステ教会に所属。ヤンゴン大学とマンダレー大学を卒業後、ミャンマー軍に従軍し将校になる。その後2015年ミャンマー総選挙にて国民民主連盟から立候補し、民族代表院（上院）のチン州選出議員として当選した。
夫人であるShwe Lwan(英語圏では、Anna Sui）は来日の経験もあり、彼女の家族は数十年来、日本との深い関わりを持つ。
2016年3月15日、ティンチョーが大統領に選出された際、ヘンリーバンティオは軍人議員団が大統領候補として擁立した連邦団結発展党出身のミンスエと共に副大統領に選出された。
2021年の軍事クーデターに際しては身柄を拘束されたと報じられたものの、実際には拘束を免れているとBBCミャンマー語版が報じている。
ただ、健康状態が悪化しているとされており、軍事クーデター時に発令された非常事態宣言の期限延長を決定した2022年1月31日の国防・治安評議会を欠席した。2024年4月22日、健康上の問題を理由に副大統領を辞任した。